# Diupentala
Diupentala (en francès Dieupentale) és un municipi francès, situat al departament de Tarn i Garona i la regió Occitània.

## Demografia
| 1962                                       | 1968 | 1975 | 1982 | 1990 | 1999 | 2007  |
| ------------------------------------------ | ---- | ---- | ---- | ---- | ---- | ----- |
| 549                                        | 584  | 614  | 617  | 662  | 733  | 1.180 |
| Des de 1962: població sense dobles comptes |      |      |      |      |      |       |

## Administració
| Període | Identitat           | Partit |
| ------- | ------------------- | ------ |
| 2001-   | Jean-Bernard Lacaze |        |

## Monuments

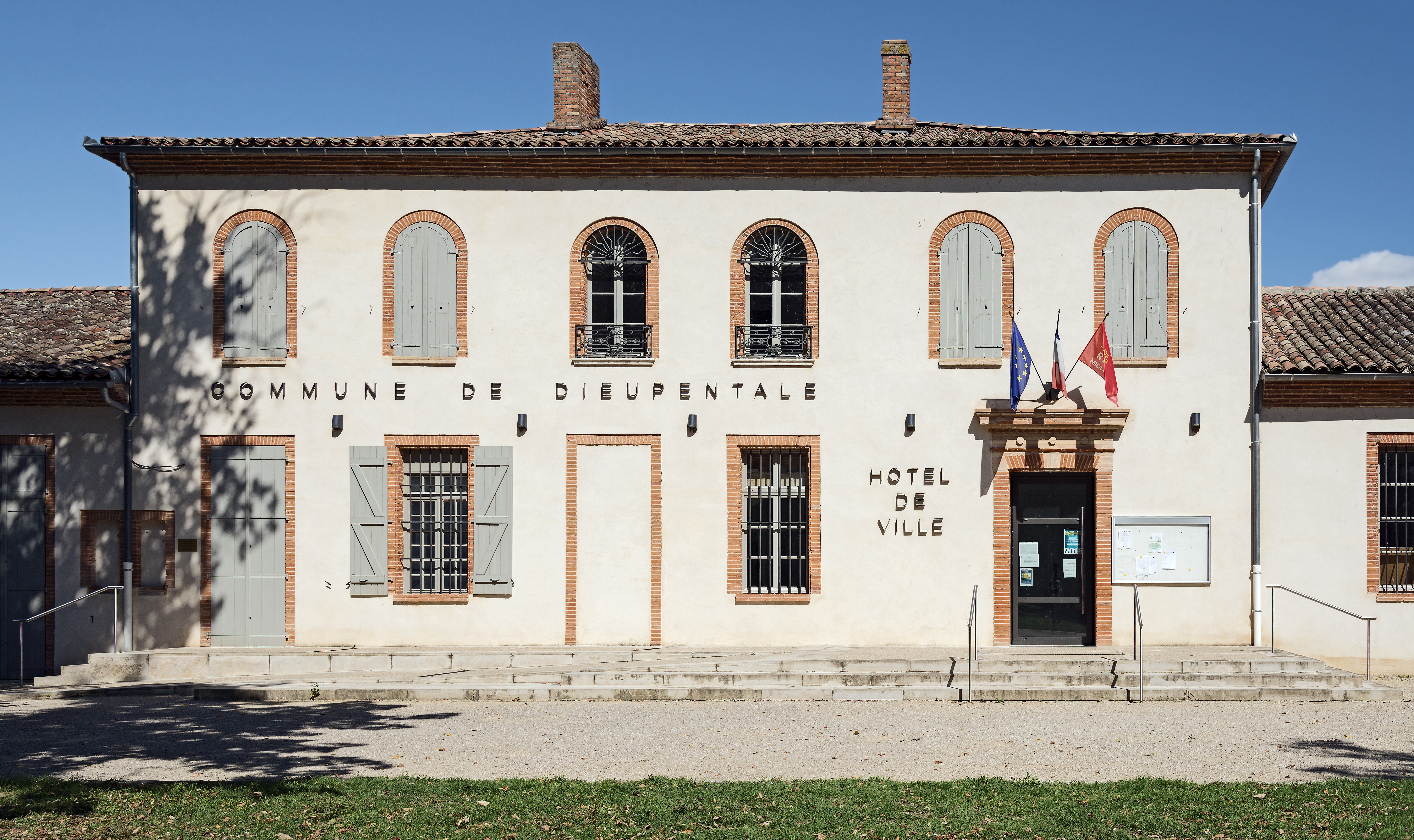
l'ajuntament
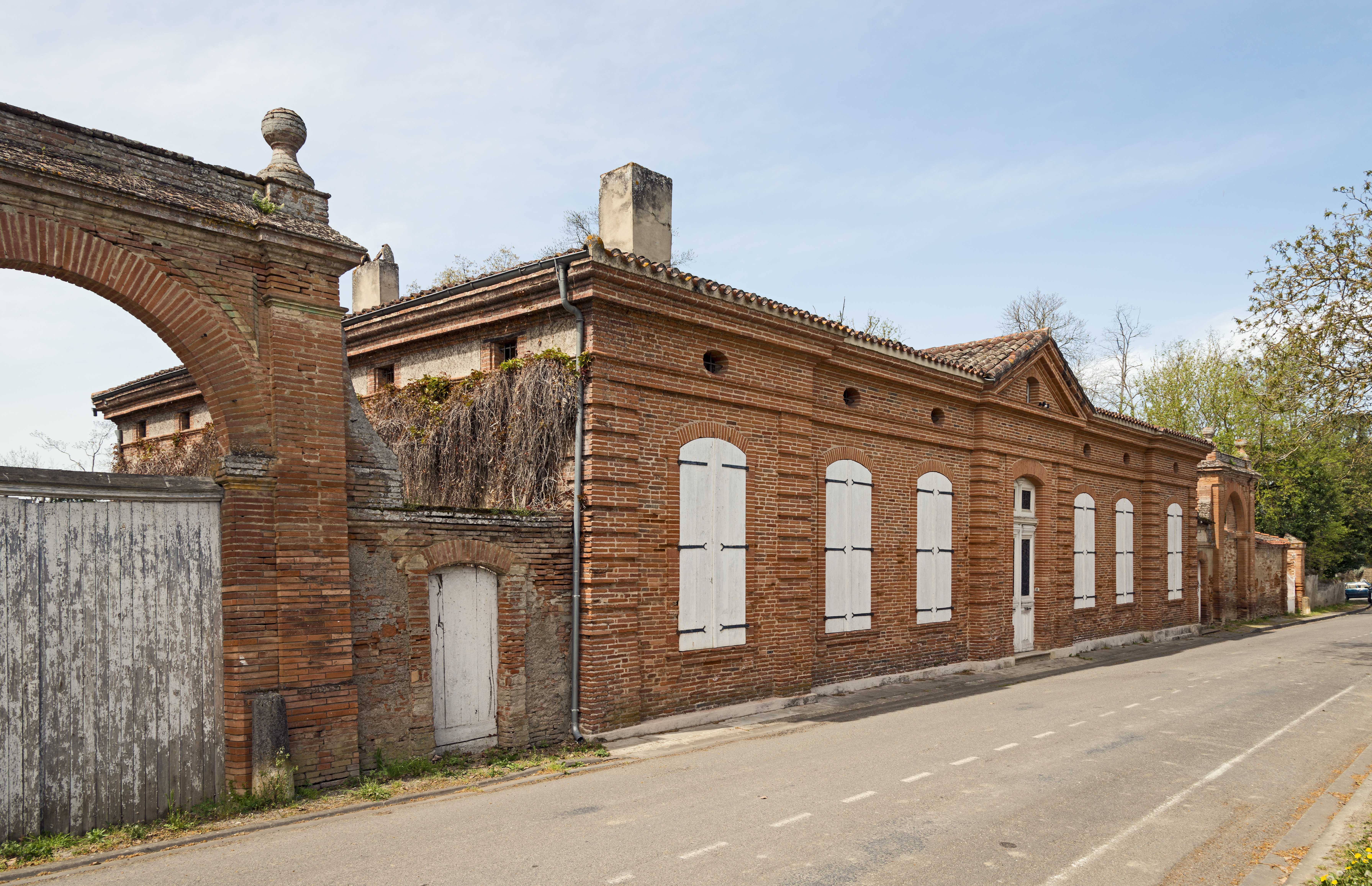
Castell, de Laparre Sant-Sernin
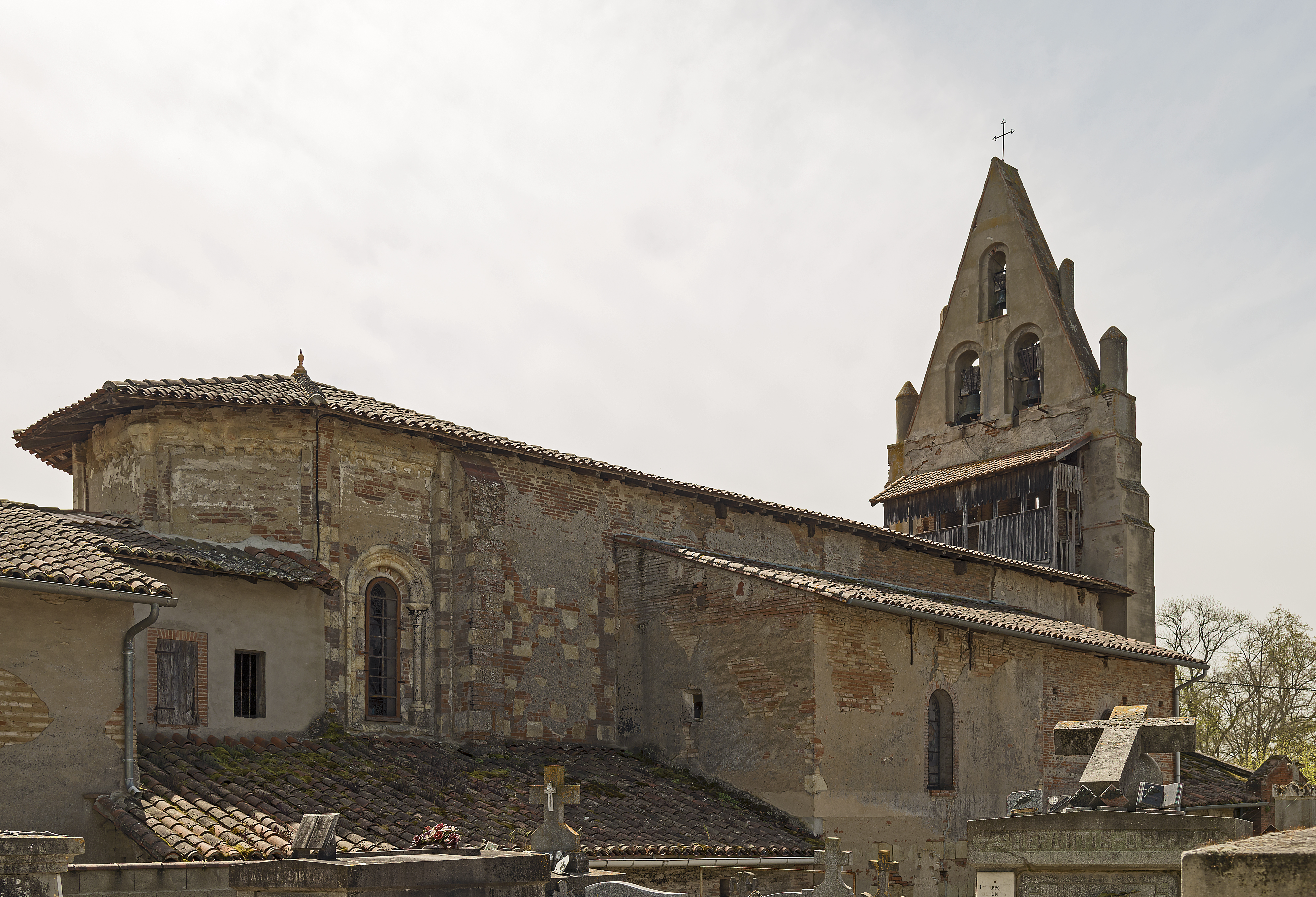
L'Església.
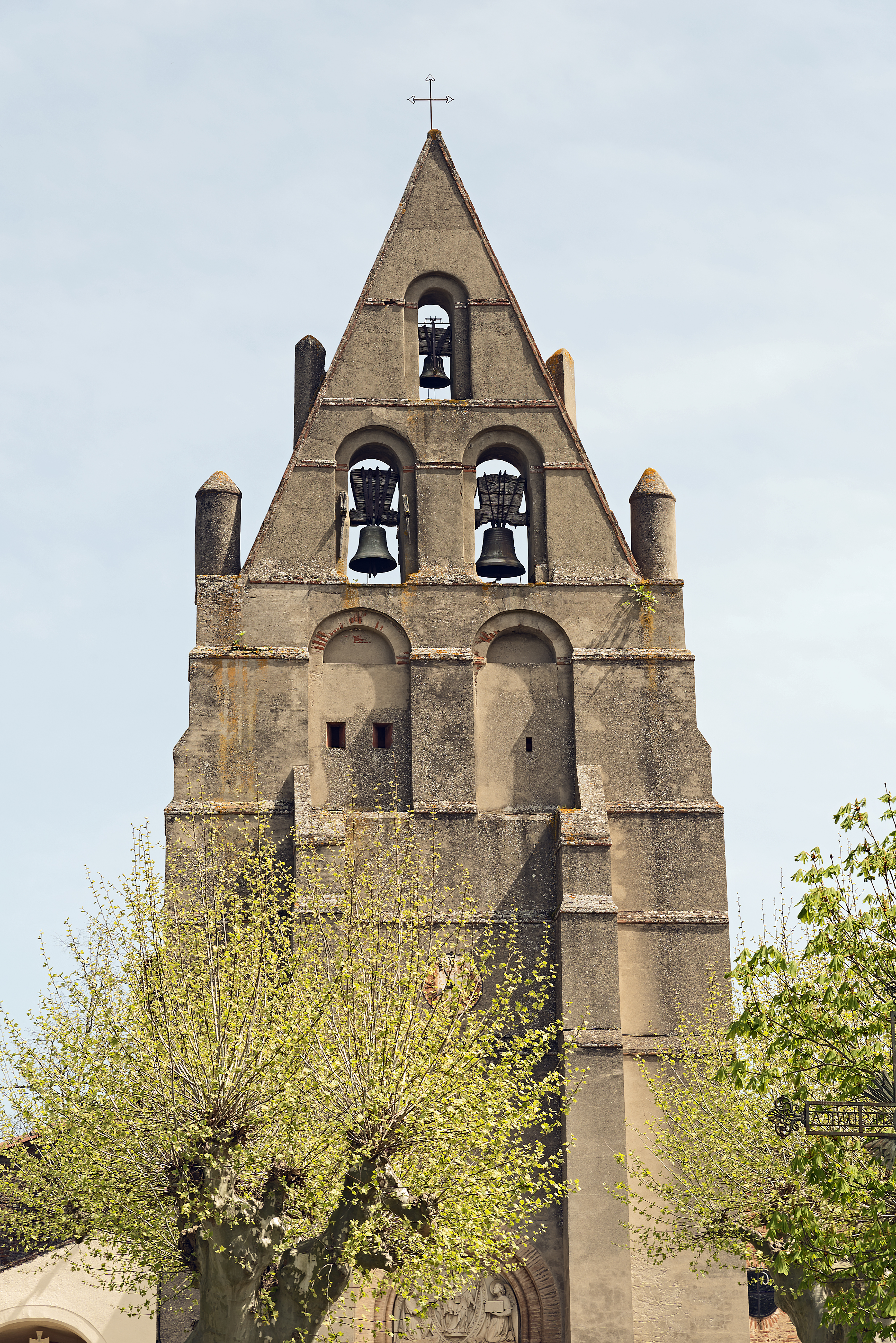
el campanar
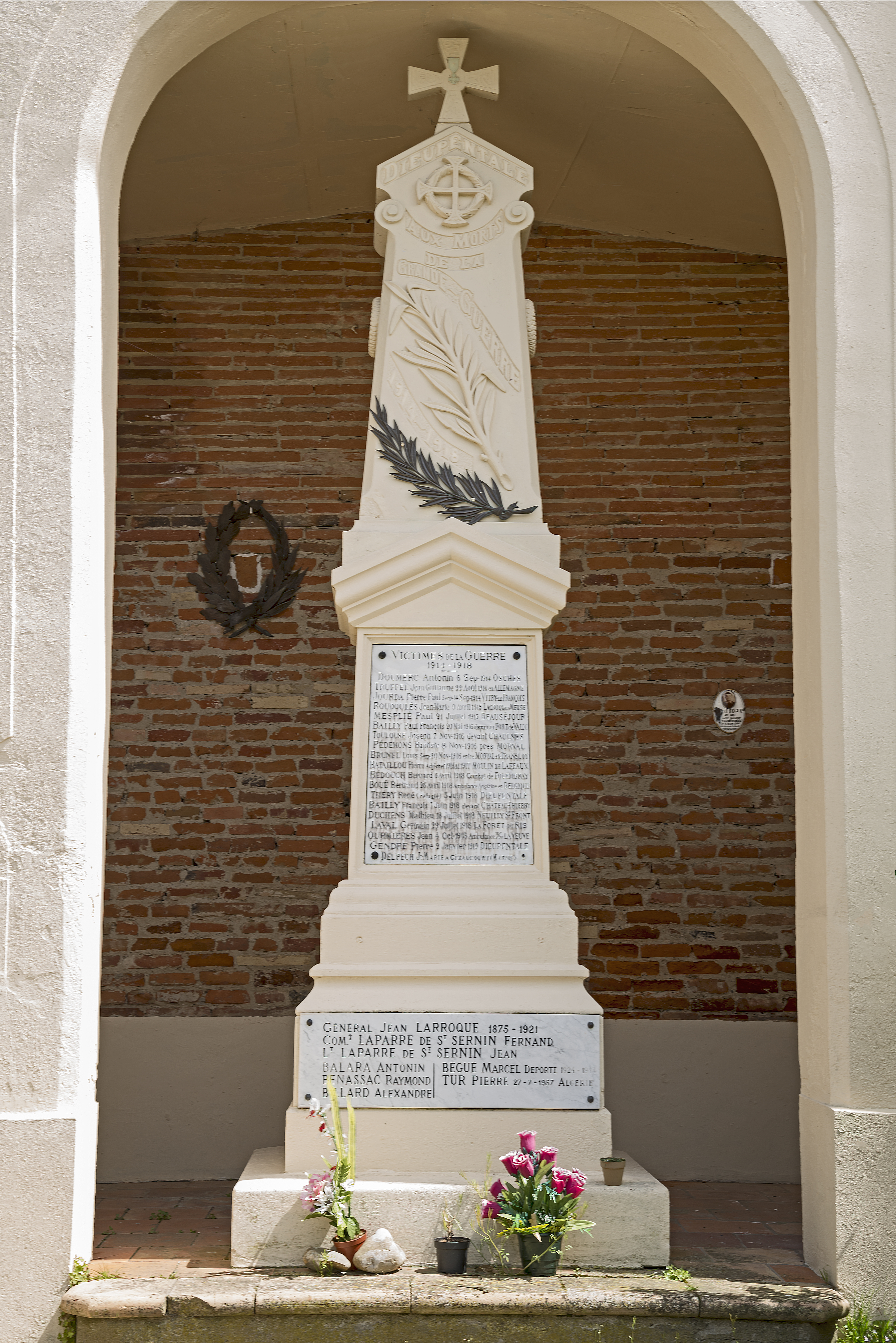
monument als caiguts
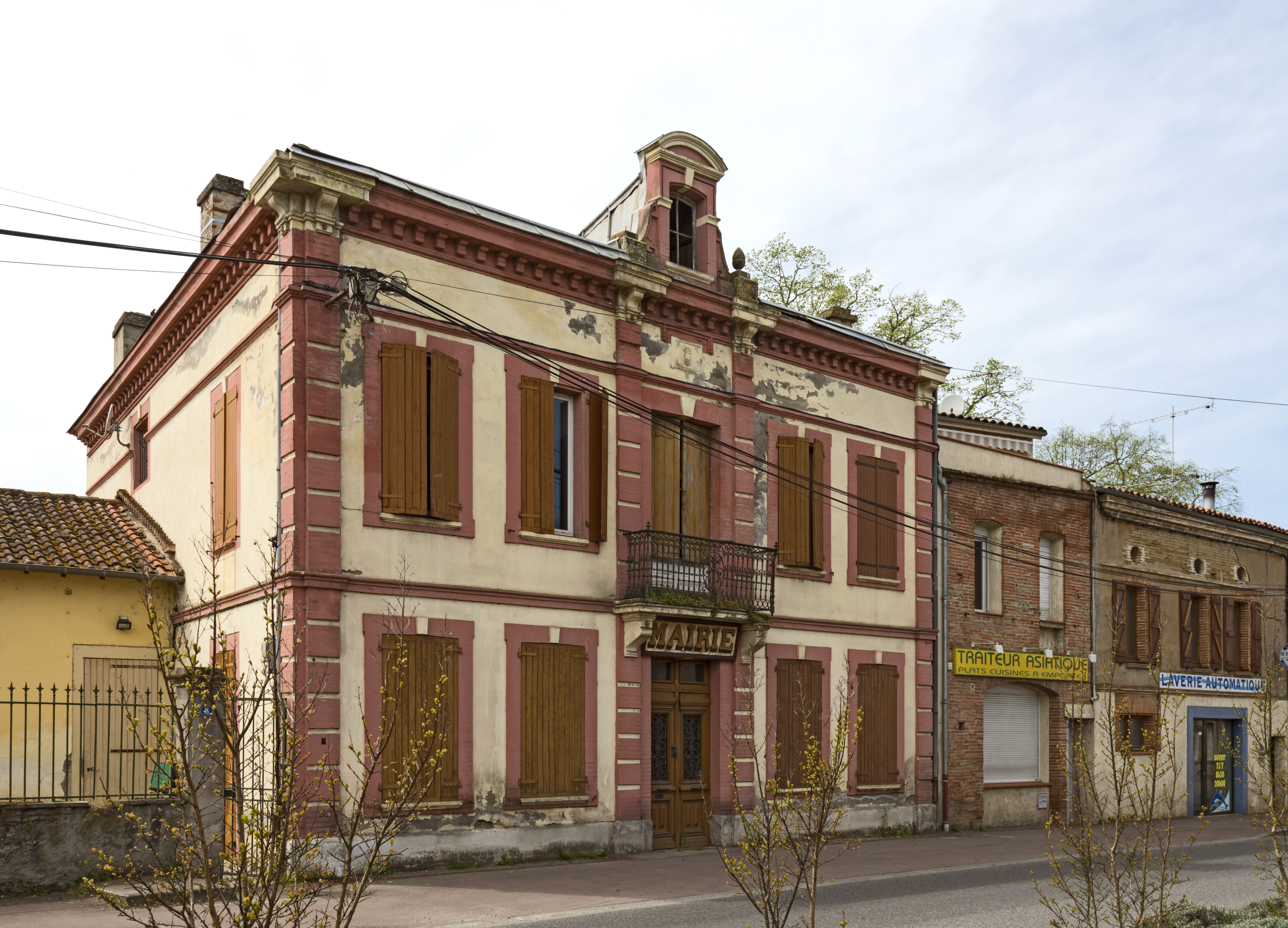
L'antic ajuntament